# UC-21
De UC-21 was een Duitse onderzeeboot van de UC II-klasse. De boot is gebouwd in opdracht van de Kaiserliche Marine bij de Duitse scheepswerf Blohm & Voss in Hamburg.
Na de in dienst name werd het schip onderdeel van het Vlaamse flottielje (Flandern Flotilla). Daar voerde de UC-21 elf oorlogspatrouilles uit waarbij het 98 schepen tot zinken bracht. Een van de schepen was het Nederlandse vrachtschip Bestevaer. Op 13 september vertrok de UC-21 voor de laatste keer uit Zeebrugge, van deze patrouille keerde het schip nooit terug. De reden van het verlies van de UC-21 is niet bekend.

## Commandanten
- Reinhold Saltzwedel (15 september 1916 - 9 juni 1917)
- Werner von Zerboni di Sposetti (10 juni 1917 - 30 september 1917)

## Successen[1]
| Datum             | Naam van het schip  | Nationaliteit       | Tonnage | Lot          |
| ----------------- | ------------------- | ------------------- | ------- | ------------ |
| 28 november 1916  | Clematis            | Verenigd Koninkrijk | 22      | Gezonken     |
| 28 november 1916  | Lady of the Lake    | Verenigd Koninkrijk | 91      | Gezonken     |
| 28 november 1916  | Vulcan              | Verenigd Koninkrijk | 27      | Gezonken     |
| 28 november 1916  | Pelagia             | Verenigd Koninkrijk | 84      | Gezonken     |
| 30 november 1916  | Draupner            | Noorwegen           | 1126    | Gezonken     |
| 30 november 1916  | Eggesford           | Verenigd Koninkrijk | 4414    | Beschadigd   |
| 30 november 1916  | Therese             | Frankrijk           | 165     | Gezonken     |
| 1 december 1916   | King Bleddyn        | Verenigd Koninkrijk | 4387    | Gezonken     |
| 2 december 1916   | Demetrios Inglesis  | Griekenland         | 2088    | Gezonken     |
| 2 december 1916   | Robinson            | Frankrijk           | 186     | Gezonken     |
| 2 december 1916   | Uribitarte          | Spanje              | 1756    | Gezonken     |
| 3 december 1916   | Aiglon              | Frankrijk           | 280     | Gezonken     |
| 3 december 1916   | Louise              | Frankrijk           | 155     | Gezonken     |
| 3 december 1916   | Verdun              | Frankrijk           | 184     | Gezonken     |
| 4 december 1916   | Pallas              | Keizerrijk Rusland  | 1202    | Gezonken     |
| 5 december 1916   | Nexos               | Denemarken          | 1013    | Gezonken     |
| 6 december 1916   | Gerona              | Spanje              | 1328    | Gezonken     |
| 7 december 1916   | Avristan            | Verenigd Koninkrijk | 3818    | Gezonken     |
| 8 december 1916   | Dagon               | Verenigd Koninkrijk | 250     | Gezonken     |
| 8 december 1916   | Falk                | Noorwegen           | 1379    | Gezonken     |
| 8 december 1916   | Marjolaine          | Frankrijk           | 163     | Gezonken     |
| 8 december 1916   | Modum               | Noorwegen           | 2937    | Gezonken     |
| 17 december 1916  | Margaret            | Verenigd Koninkrijk | 54      | Gezonken     |
| 18 januari 1917   | HMS Ferret          | Royal Navy          | 778     | Beschadigd   |
| 19 januari 1917   | Joseph Rosalie      | Frankrijk           | 138     | Gezonken     |
| 19 januari 1917   | Marietta Di Giorgio | Noorwegen           | 988     | Gezonken     |
| 19 januari 1917   | Tremeadow           | Verenigd Koninkrijk | 3653    | Gezonken     |
| 20 januari 1917   | Kisagata Maru No. 3 | Japans Keizerrijk   | 2588    | Gezonken     |
| 20 januari 1917   | Jotunfjell          | Noorwegen           | 2492    | Beschadigd   |
| 21 januari 1917   | Victoire            | Frankrijk           | 290     | Beschadigd   |
| 21 januari 1917   | Leontine            | Frankrijk           | 124     | Gezonken     |
| 21 januari 1917   | Saint Pierre        | Frankrijk           | 127     | Gezonken     |
| 22 januari 1917   | Bearnais            | Frankrijk           | 301     | Gezonken     |
| 22 januari 1917   | Precurseur          | Frankrijk           | 364     | Gezonken     |
| 22 januari 1917   | Stenimachos         | Griekenland         | 1175    | Gezonken     |
| 24 januari 1917   | Dan                 | Denemarken          | 1869    | Gezonken     |
| 24 januari 1917   | Gladiateur          | Frankrijk           | 23      | Gezonken     |
| 24 januari 1917   | Loire III           | Frankrijk           | 27      | Gezonken     |
| 24 januari 1917   | Marie 3             | Frankrijk           | 25      | Gezonken     |
| 24 januari 1917   | Quebec              | Frankrijk           | 3346    | Gezonken     |
| 24 januari 1917   | Vega                | Denemarken          | 195     | Gezonken     |
| 25 januari 1917   | Myrdal              | Noorwegen           | 2631    | Gezonken     |
| 1 februari 1917   | Sainte Helene       | Frankrijk           | 2128    | Gezonken     |
| 10 februari 1917  | Beechtree           | Verenigd Koninkrijk | 1277    | Gezonken     |
| 11 februari 1917  | Dernes              | Noorwegen           | 738     | Gezonken     |
| 12 februari 1917  | Nordcap             | Noorwegen           | 332     | Gezonken     |
| 13 februari 1917  | Progreso            | Noorwegen           | 1620    | Gezonken     |
| 14 februari 1917  | Longscar            | Verenigd Koninkrijk | 2777    | Gezonken     |
| 14 februari 1917  | Mar Adriatico       | Spanje              | 2410    | Gezonken     |
| 15 februari 1917  | Aline               | Frankrijk           | 30      | Gezonken     |
| 15 februari 1917  | Marion Dawson       | Verenigd Koninkrijk | 2300    | Gezonken     |
| 16 februari 1917  | Niobe               | Frankrijk           | 1319    | Gezonken     |
| 16 februari 1917  | Pollcrea            | Verenigd Koninkrijk | 1209    | Beschadigd   |
| 17 februari 1917  | Cabo                | Noorwegen           | 1254    | Gezonken     |
| 17 februari 1917  | Silene              | Frankrijk           | 171     | Gezonken     |
| 18 februari 1917  | Triumph             | Verenigd Koninkrijk | 52      | Gezonken     |
| 19 februari 1917  | Rutenfjell          | Noorwegen           | 1844    | Gezonken     |
| 10 maart 1917     | Asbjørn             | Noorwegen           | 3459    | Gezonken     |
| 12 maart 1917     | Alice Charles       | Frankrijk           | 41      | Gezonken     |
| 12 maart 1917     | Arethuse            | Frankrijk           | 40      | Gezonken     |
| 13 maart 1917     | Girda               | Noorwegen           | 1824    | Gezonken     |
| 13 maart 1917     | Vivina              | Spanje              | 3034    | Gezonken     |
| 14 maart 1917     | Blaamanden          | Noorwegen           | 954     | Gezonken     |
| 14 maart 1917     | La Marne            | Frankrijk           | 133     | Gezonken     |
| 15 maart 1917     | Eugene Robert       | Frankrijk           | 98      | Gezonken     |
| 15 maart 1917     | Fleur D’Esperance   | Frankrijk           | 24      | Gezonken     |
| 15 maart 1917     | Frimaire            | Verenigd Koninkrijk | 1778    | Gezonken     |
| 15 maart 1917     | Petit Jean          | Frankrijk           | 21      | Gezonken     |
| 16 maart 1917     | Anais               | Frankrijk           | 130     | Gezonken     |
| 16 maart 1917     | Madeleine Davoust   | Frankrijk           | 148     | Gezonken     |
| 16 maart 1917     | Ronald              | Noorwegen           | 3021    | Gezonken     |
| 18 maart 1917     | Illinois            | Verenigde Staten    | 5225    | Gezonken     |
| 17 april 1917     | HMHS Donegal        | Royal Navy          | 1885    | Gezonken     |
| 19 april 1917     | Cilurnum            | Verenigd Koninkrijk | 3126    | Gezonken     |
| 20 april 1917     | Georgios            | Griekenland         | 3124    | Gezonken     |
| 21 april 1917     | Emile Et Charlotte  | Frankrijk           | 41      | Gezonken     |
| 21 april 1917     | Ville De Dieppe     | Noorwegen           | 1254    | Gezonken     |
| 22 april 1917     | Capenor             | Verenigd Koninkrijk | 2536    | Gezonken     |
| 22 april 1917     | Percy Birdsall      | Verenigde Staten    | 1127    | Gezonken     |
| 22 april 1917     | Valerie             | Noorwegen           | 2140    | Gezonken     |
| 24 april 1917     | Barnton             | Verenigd Koninkrijk | 1858    | Gezonken     |
| 25 april 1917     | Baigorry            | Frankrijk           | 2161    | Gezonken     |
| 26 april 1917     | Boy Denis           | Verenigd Koninkrijk | 41      | Gezonken     |
| 22 mei 1917       | Jeune Albert        | Frankrijk           | 25      | Gezonken     |
| 23 mei 1917       | Harwood Palmer      | Verenigde Staten    | 2885    | Gezonken     |
| 23 mei 1917       | Lesto               | Verenigd Koninkrijk | 1940    | Gezonken     |
| 26 mei 1917       | Aristides           | Griekenland         | 2179    | Gezonken     |
| 26 mei 1917       | Norhaug             | Noorwegen           | 1,245   | Gezonken     |
| 27 mei 1917       | Efstathios          | Griekenland         | 3847    | Gezonken     |
| 28 mei 1917       | Hiram               | Noorwegen           | 598     | Gezonken     |
| 28 mei 1917       | Urna                | Noorwegen           | 2686    | Gezonken     |
| 28 mei 1917       | Waldemar            | Noorwegen           | 1267    | Gezonken     |
| 30 mei 1917       | Sørland             | Noorwegen           | 2472    | Gezonken     |
| 2 juni 1917       | Tonawanda           | Verenigd Koninkrijk | 3421    | Beschadigd   |
| 7 juni 1917       | Hafnia              | Denemarken          | 1619    | Gezonken     |
| 29 juni 1917      | Lauwerzee           | Nederland           | 47      | Gezonken     |
| 4 juli 1917       | Bestevaer           | Nederland           | 1044    | Gezonken     |
| 4 juli 1917       | Roelfina            | Nederland           | 148     | Buit gemaakt |
| 11 juli 1917      | Coquimbo            | Frankrijk           | 1759    | Gezonken     |
| 15 augustus 1917  | Phoebe              | Frankrijk           | 3956    | Gezonken     |
| 17 augustus 1917  | Pontoporos          | Griekenland         | 4049    | Gezonken     |
| 19 augustus 1917  | Therese & Marie     | Frankrijk           | 1615    | Gezonken     |
| 31 augustus 1917  | Marques De Mudela   | Spanje              | 1930    | Gezonken     |
| 16 september 1917 | Ann J. Trainer      | Verenigde Staten    | 426     | Gezonken     |
| 23 september 1917 | St. Dunstan         | Verenigd Koninkrijk | 730     | Gezonken     |